# Su (Riner)
Su és un poble del municipi de Riner (Solsonès). L'any 2020 tenia 34 habitants. Està situat a l'extrem meridional d'aquest terme, sobre uns plans a la capçalera de la riera de Matamargó, a una altitud de 726 metres sobre el nivell de la mar.
El lloc consta d'un nucli de cases d'estil romànic i gòtic agrupades al voltant de l'església parroquial de Santa Maria. Aquest indret ja és citat l'any 1055 (originalment com a Suu) moment en el qual formaven part del domini del vescomtat de Cardona. Antigament, formava un comú independent de Riner, tot i que a mitjans del segle xix ja formava part del terme municipal de Riner. Al nord-est del poble hi ha l'antiga casa i capella de Sant Diumenge.

## Demografia
| Evolució demogràfica |            |            |            |                   |                   |                   |       |
| Any                  | Nucli urbà | Nucli urbà | Nucli urbà | Poblament dispers | Poblament dispers | Poblament dispers | Total |
| Any                  | Homes      | Dones      | Total      | Homes             | Dones             | Total             | Total |
| 2000                 | 23         | 30         | 53         | 1                 | 2                 | 3                 | 56    |
| 2004                 | 21         | 30         | 51         | 1                 | 2                 | 3                 | 54    |
| 2008                 | 26         | 34         | 60         | 1                 | 2                 | 3                 | 63    |
| 2012                 | 24         | 34         | 58         | 1                 | 2                 | 3                 | 61    |
| 2016                 | 18         | 20         | 38         | 2                 | 2                 | 4                 | 42    |
| 2020                 | 17         | 14         | 31         | 1                 | 2                 | 3                 | 34    |
| Font: INE            |            |            |            |                   |                   |                   |       |

## Cultura popular
El grup català El Pony Pisador li va dedicar una cançó, anomenada "La noble vila de Su", i se'n va fer un videoclip al mateix poble l'any 2021. Aquesta cançó va ser premiada amb el premi Enderrock a la millor cançó de folk de 2022.

## Llocs destacats
- Santa Maria de Su
- Rectoria de Su
- Carrer Fosc de Su
- Can Ribalta de Su
- Can Vendrell de Su